# Операция «Четыре вида»
Операция «Четыре вида» (ивр. מבצע ארבעת המינים‎) — операция ВМС Израиля, проведённая в ночь с 3 на 4 ноября 2009 года в акватории Средиземного моря. В результате операции было перехвачено грузовое судно «Francop», шедшее под флагом Антигуа и Барбуда. На судне были обнаружены сотни тонн оружия.

## Предшествующие события
Груз оружия вышел за десять дней до перехвата судна из иранского порта Бендер-Аббас на борту иранского коммерческого судна. Он был доставлен в египетский порт Думьят, где был перегружен на торговое грузовое судно «Francop», принадлежащее немецкой компании Francop Schiffahrts GmbH & Co. и ходящее под флагом государства Антигуа и Барбуда. Арендатором судна выступала кипрская компания United Feeder Services.
Francop был построен в 2003 году и ранее носил имена Sietas 1166 и Tavastland. Судно ранее ходило под флагом Германии и Великобритании.
Согласно путевым документам, судно направлялось в сирийский порт Латакия, но перед этим должно было зайти в кипрский порт Лимасол.

## Ход операции
В ночь с 3 на 4 ноября 2009 года израильский ракетный катер перехватил «Francop» в 180 км от берегов Израиля, по пути в Лимасол. Израильские коммандос поднялись на борт и потребовали произвести проверку груза. 11 членов экипажа сопротивления не оказали.
При вскрытии контейнеров с пометкой «запчасти для бульдозеров», около дверей и вдоль стенок были обнаружены полиэтиленовые мешки. За мешками были спрятаны многочисленные ящики с оружием. После того, как на корабле было найдено оружие, команде «Francop» был дан приказ изменить курс и направиться в израильский порт Ашдод.
Операцию провели морские десантники из спецподразделения «Шайетет 13».

## Разгрузка судна
Разгрузка продолжалась два дня. Выгружено 500 тонн оружия и боеприпасов.

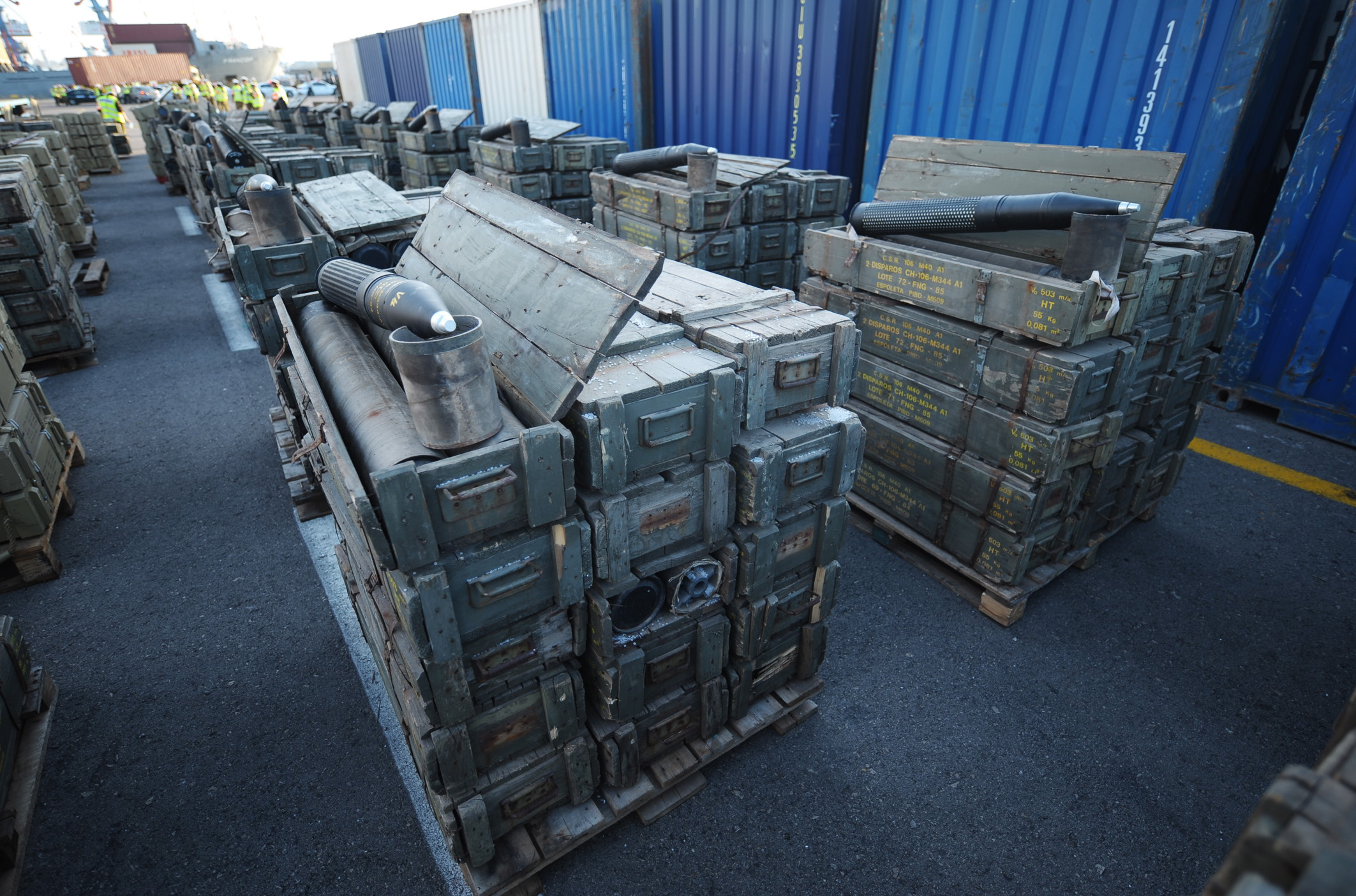
Часть груза, снятого с борта сухогруза «Francop»

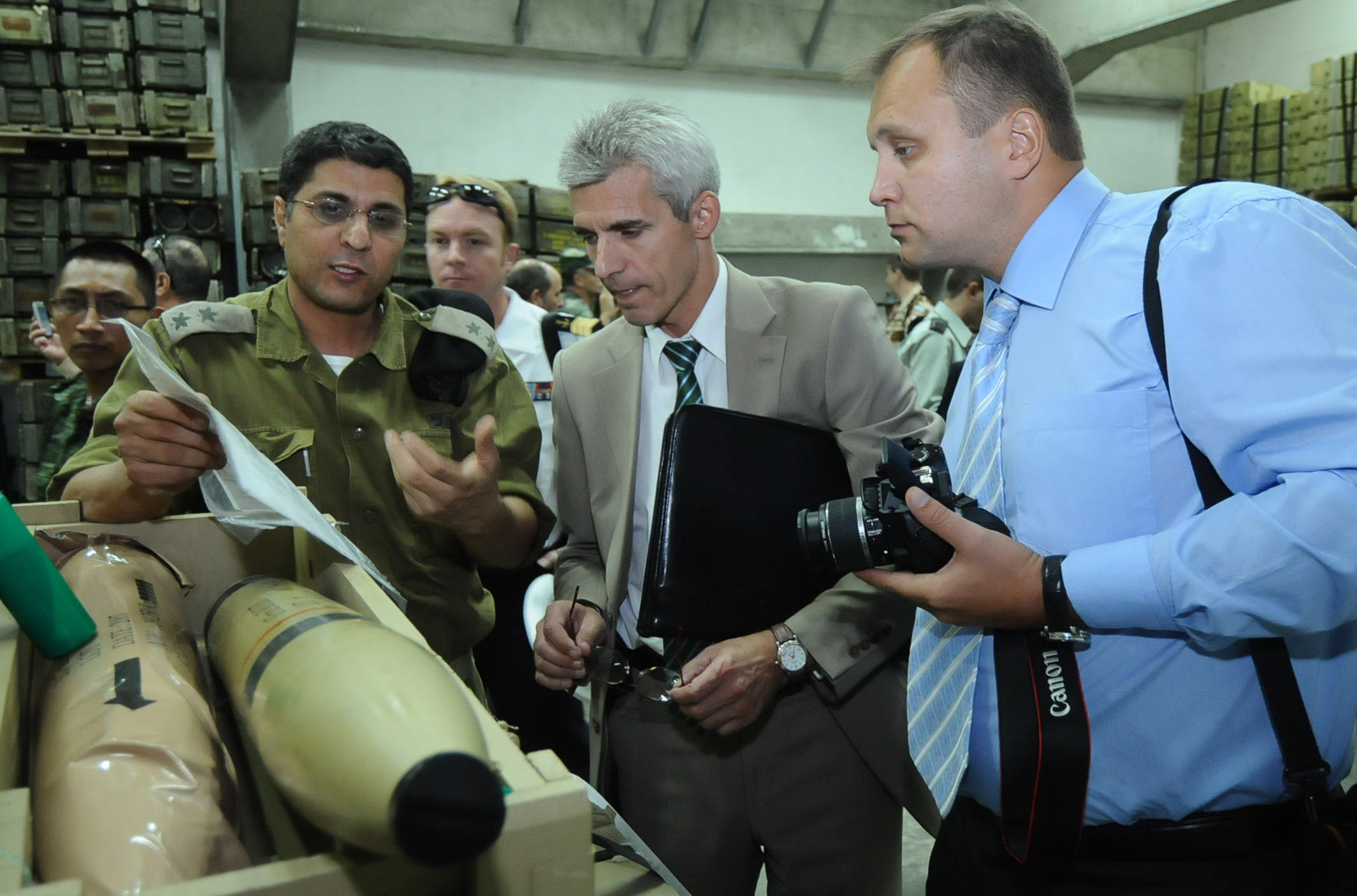
Представитель ЦАХАЛ демонстрирует захваченные боеприпасы иностранным послам и военным атташе.

Подсчет показал что груз состоял из:
- 566 220 патронов к автоматам Калашникова.
- 20 100 ручных осколочных гранат.
- 3 046 снарядов калибра 106-мм к безоткатным орудиям.
- 774 артиллерийских мин калибра 120-мм.
- 2 136 артиллерийских мин калибра 81-мм.
- 5 680 артиллерийских мин калибра 60-мм.
- 690 ракет 122-мм типа Град.
- 2 125 ракет 107-мм типа Катюша.

А также стрелковое оружие, миномёты, противотанковые ракеты. Для сравнения: на протяжении всей Второй ливанской войны Хизбалла выпустила по Израилю 4 тысячи ракет. Ракеты и снаряды российского производства были произведены в течение последних двух лет. Остальные боеприпасы имеют маркировку на английском языке. 32 грузовика потребовалось ЦАХАЛу для перевозки груза, который Хизбалла назвала «запчастями для бульдозеров».
На судне «Francop» было в 10 раз больше вооружений, чем на судне «Карин Эй», перехваченном в Красном море 3 января 2002 года.
Утром, 5 ноября 2009 года, судно и 11 членов его экипажа были освобождены и покинули порт Ашдод. Было окончательно установлено, что они не имеют отношения к перевозимому грузу и ничего не знали о его характере. Запрещенный груз остался в Израиле, в данный момент им занимаются израильские военные эксперты.

## Реакция на события
Пресс-служба шиитской организации Хезболла опубликовала сообщение, где отрицает всякую связь с кораблем, перевозившим иранское оружие в Сирию. Действия Израиля, перехватившего груз, в сообщении названы пиратскими.

Министр иностранных дел Сирии Валид аль-Муаллем заявил, что на захваченном Израилем судне не было никакого оружия, он может это гарантировать: 
«Есть, к сожалению, пираты, которые заинтересованы помешать мирной торговле Ирана и Сирии». 

«Я подчеркиваю, судно Francop не перевозило ни оружие, ни материалы для изготовления оружия из Ирана в Сирию. На судне находился исключительно коммерческий груз». 

Министр иностранных дел Ирана Моттаки заявил:
 «Сообщение не соответствует действительности. Судно направлялось из Ирана в Сирию с грузом сирийских товаров, а не оружием». 

## Дополнительные источники
- Видео материалы на сайте пресс-службы ЦАХАЛ
  - Massive Arms Shipment Intended for Hezbollah Intercepted by Israel Navy
- Израильские ВМС арестовали корабль, перевозивший огромную партию вооружения из Ирана (в том числе ракетные снаряды, миномётные мины и противотанковое оружие), 05/11/2009 (недоступная ссылка) (terrorism-info)